# カナムグラ
カナムグラ（鉄葎、Humulus japonicus）はアサ科カラハナソウ属の一年草。
和名「鉄葎」は強靭な蔓を鉄に例え、「葎」は草が繁茂して絡み合った様を表すように、繁茂した本種の叢は強靭に絡み合っており、切ったり引き剥がしたりすることは困難である。
後述のヤエムグラやヤブムグラ等、本種と似た種小名の植物は多いが、本種とは系統的に離れたアカネ科に属するものが多い。漢名は律草（りつそう）。

## 分布
中国大陸、台湾および、日本では北海道から九州までの範囲に分布する。原野や道端、荒れ地などの日当たりの良い場所に自生する。また好窒素的な傾向が強く、畜産や農業、家庭排水などの影響により富栄養化した土壌などでより繁殖し、優占種となる傾向が強い。
アメリカでは園芸用に栽培されたものが野生化し、外来雑草となっている。

## 形態
雌雄異株のつる植物で一年草。伸張が旺盛で、一面に広まる。茎から葉柄にかけて下向きの小さな鋭い棘があり、木や電柱、ガードレールなど他物に絡まる。
葉は長い葉柄で対生し、葉身の長さ5 - 12センチメートル程度の5 - 7裂に深く切れ込んだ掌状で、葉縁に鋸歯が多く、葉の表面は荒い毛があってザラつく。
花期は晩夏から秋にかけて（8月 - 10月）で、雄株は分枝した花茎を伸ばし、円錐花序にまばらにつき、細かい淡緑色の雄花を多数つける。雄花の花被はふつう4個あり、雄しべは大きな葯がつく。一方の雌花は、雌株の葉腋から花茎を伸ばして下向きに短い穂状の花序を垂らし、花序にかたまるように苞に包まれた紫褐色の花をつける。雌花につく苞は、先端が尖り、濃紫色の模様がある。雌花は受粉後に成熟して果実となると赤紫色を帯びる。

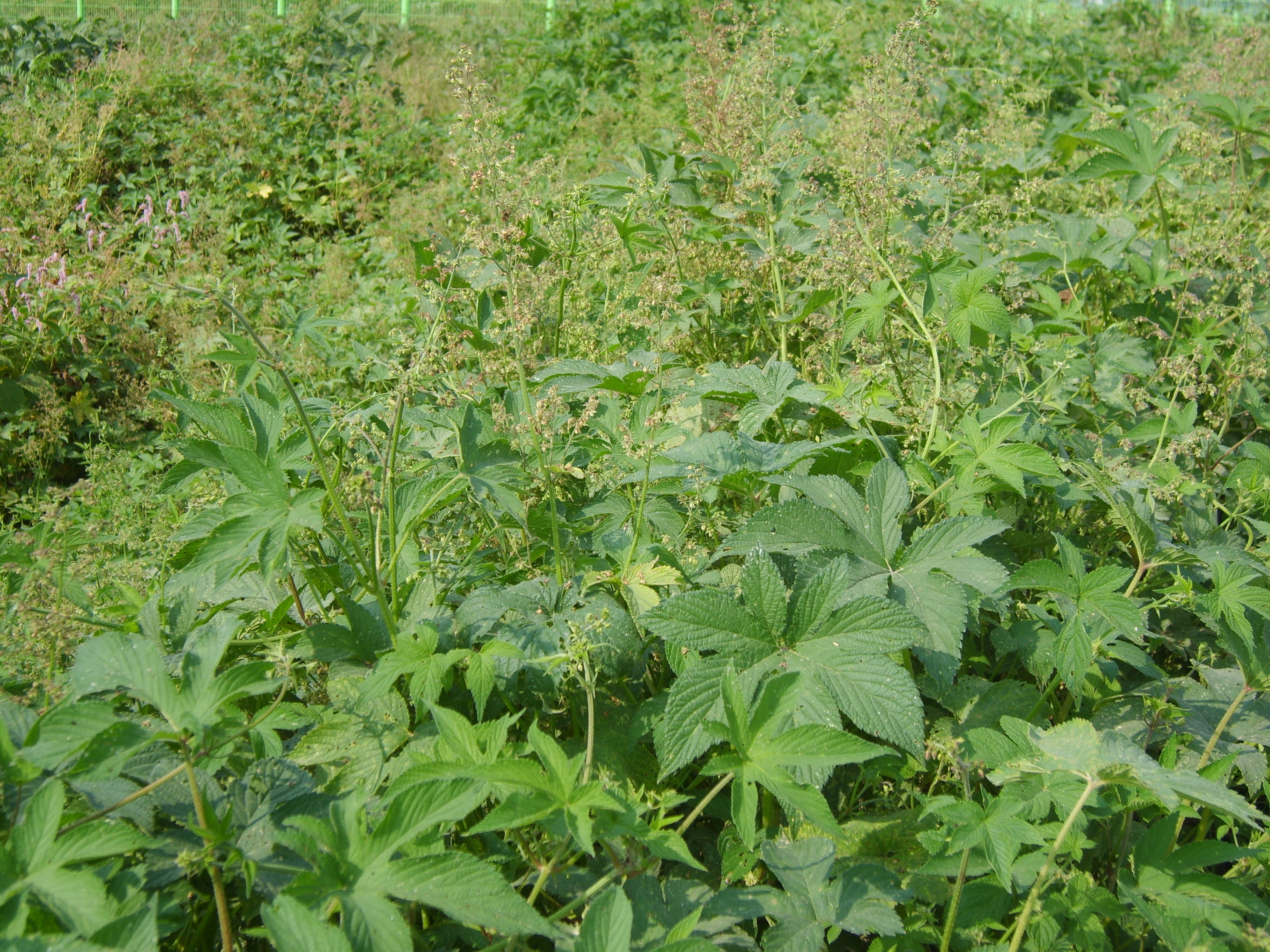
茎は伸長が旺盛で、一面に広がる。
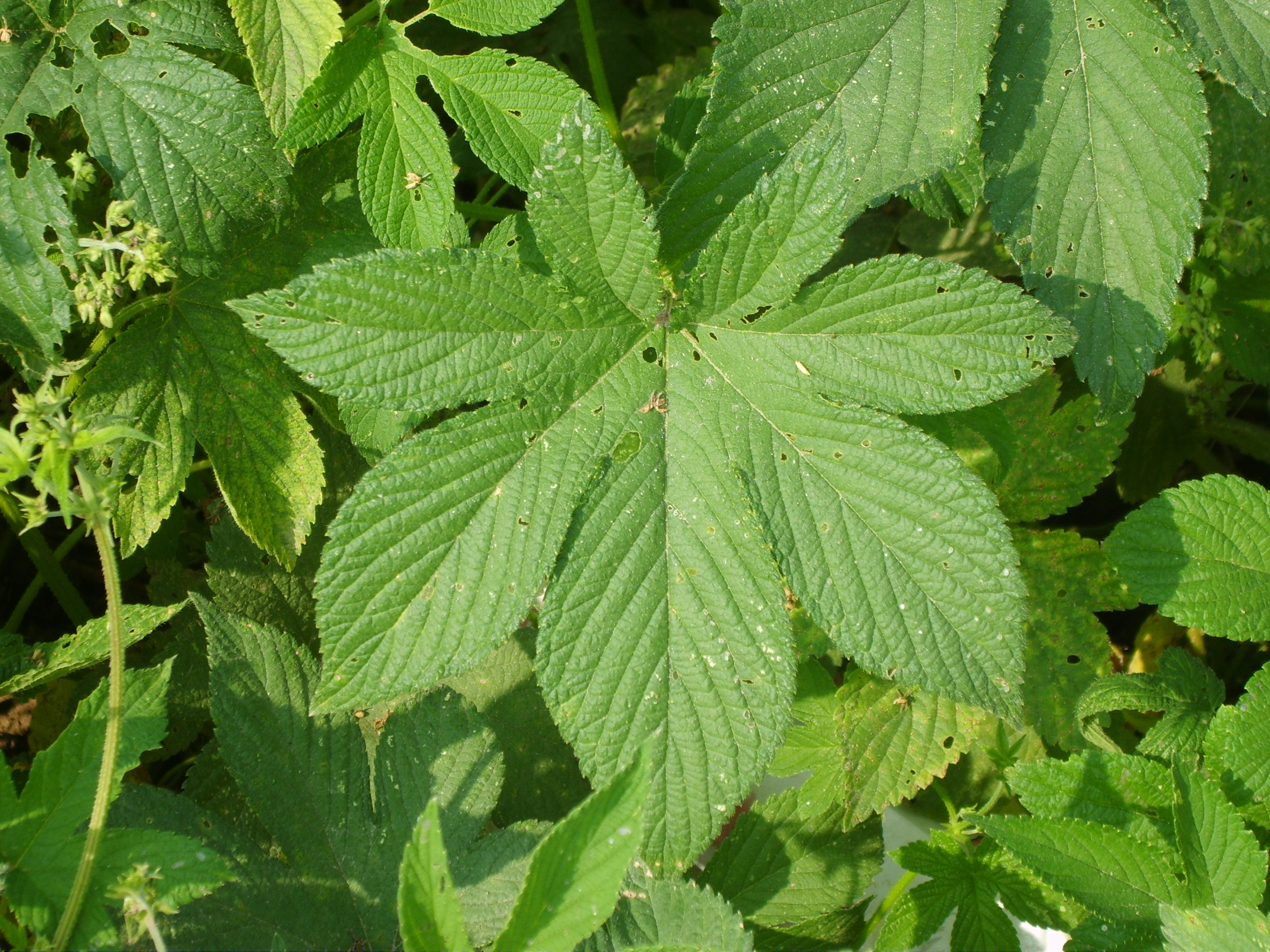
葉は掌形で、深く5裂から7裂する。
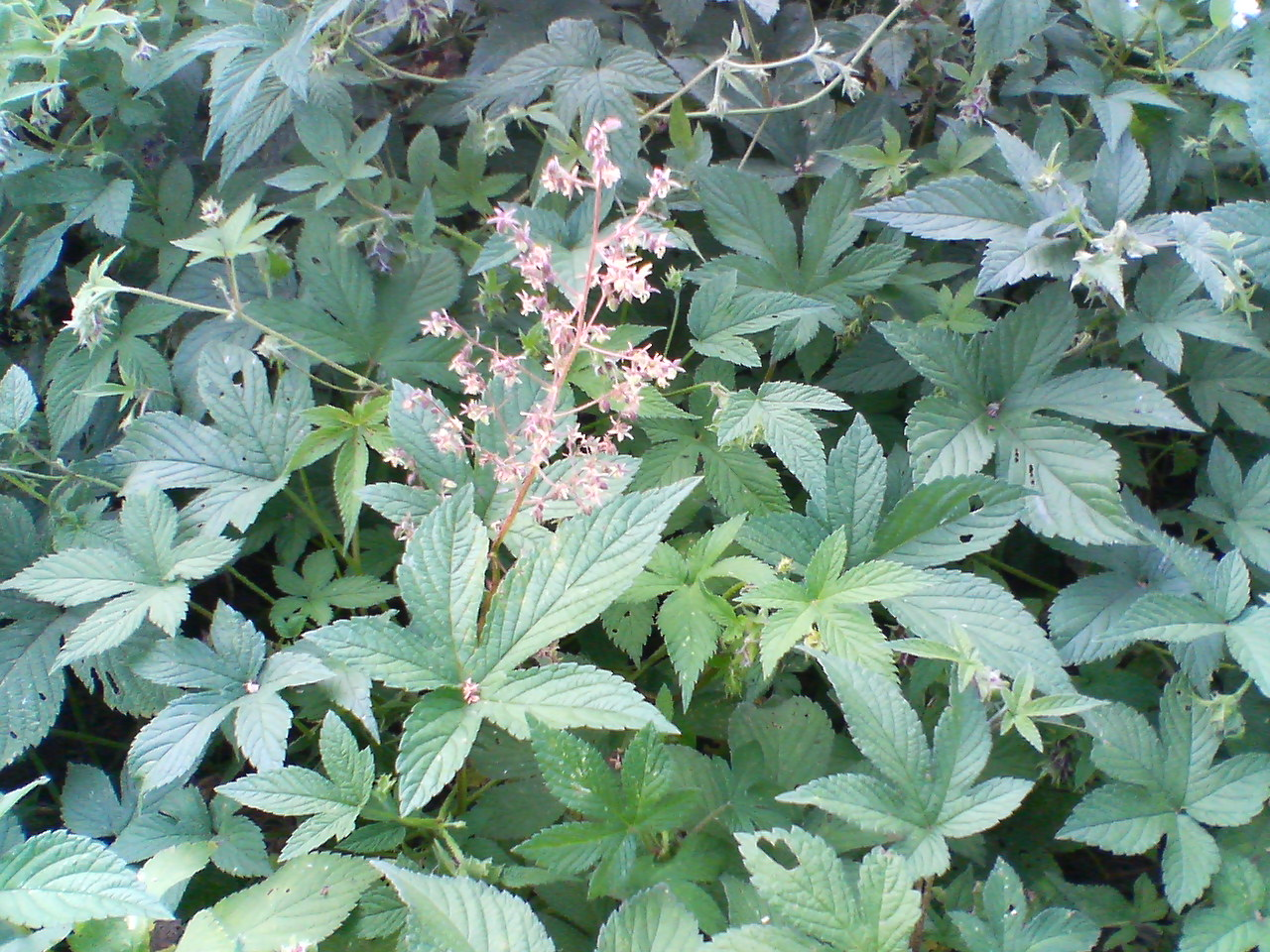
雄花
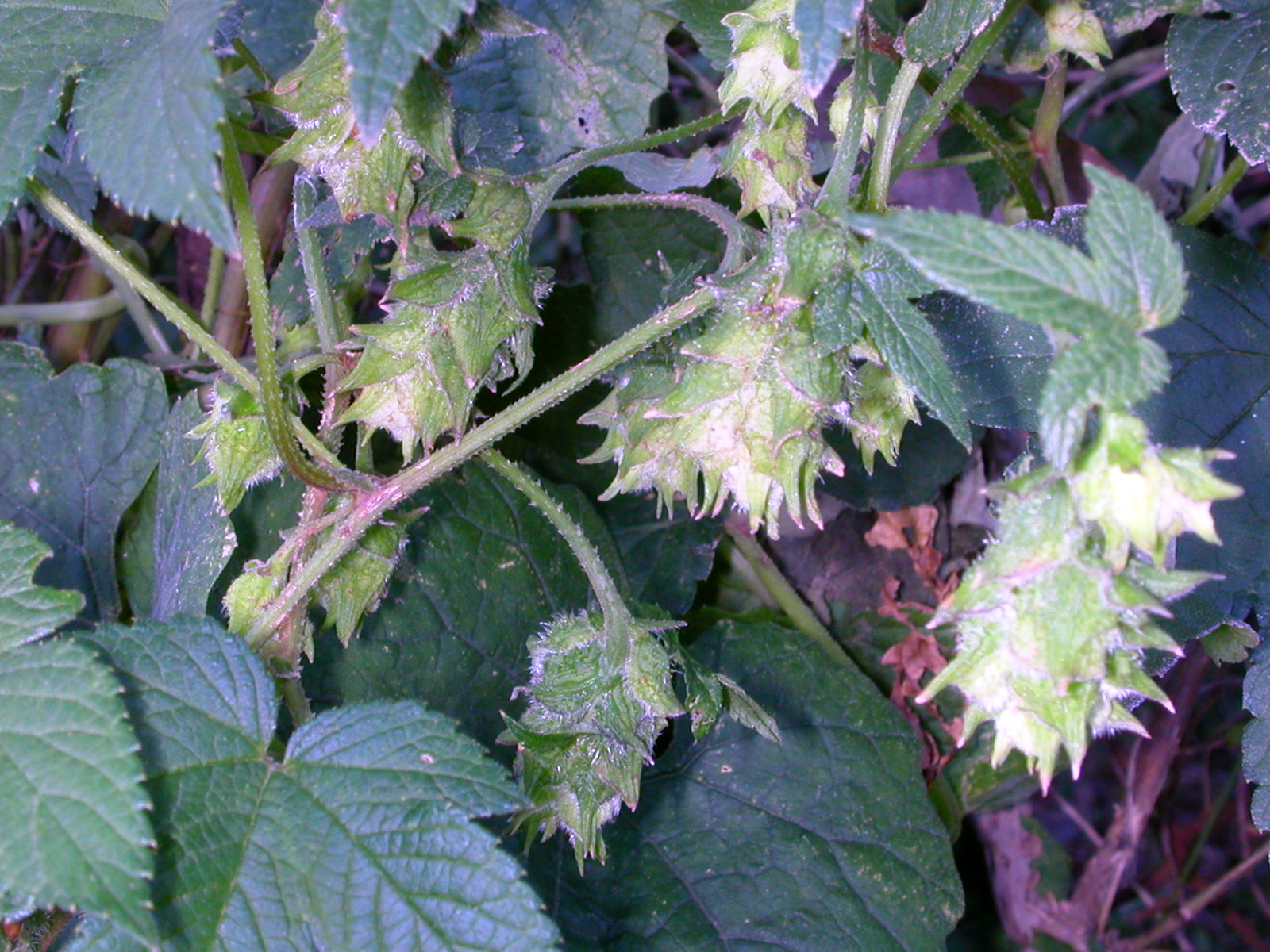
雌花

## アレルギー
本種の花粉は、ブタクサやヨモギなどと並び、秋の花粉症の原因となる。

## 利用
茎葉と花は薬草になる部分で、苦味健胃や利尿に効果があるとされ、夏に茎葉を切り取って天日で乾燥させたものを用いるが、生薬名は特に用いない。
健胃、利尿、膀胱炎に、1日量5 - 10グラムの律草を水400 ccでとろ火で半量になるまで煎じ、3回に分けて服用する利用法が知られている。また、健胃に花穂1日稜5 - 8グラムを、水400 ccで煎じて3回に分服する用法が知られている。

## 類似種
- セイヨウカラハナソウ（西洋唐花草、Humulus lupulus ）→ホップを参照。
- カラハナソウ（唐花草、Humulus lupulus var. cordifolius ）

## その他
万葉集における「やえむぐら（八重葎）」は現代とは異なり、アカネ科のヤエムグラではなく本種を指していると思われる。
キタテハの食草である。